# Monti Mrav
I Monti Mrav (in armeno Մռավի լեռնաշղթա?, in azero Murov) sono una catena montuosa facente parte del sistema del Caucaso Minore che corre da ovest verso est attraversando i distretti azeri di Goranboy, Kəlbəcər e Tərtər.
Le cime più note sono il Monte Gamshasar (3724 metri) e l'omonimo Murov/Mrav (3343 m) ma tutti i rilievi della catena si mantengono sopra i tremila metri di altezza. Sia il versante meridionale che quello settentrionale sono coperti da fitti boschi.
La catena dei Mrav verso ovest si aggancia ai monti Sevan che dividono Armenia ed Azerbaigian, mentre ad est scema progressivamente verso la piana del Kura.